# Steve Jobs
Steven Paul Jobs (San Francisco, Califòrnia, 24 de febrer de 1955 – Los Angeles, Califòrnia, 5 d'octubre de 2011), més conegut com a Steve Jobs, va ser un empresari i magnat dels negocis del sector informàtic estatunidenc, cofundador i president executiu de la companyia informàtica Apple i màxim accionista individual de The Walt Disney Company.
Va fundar Apple el 1976 juntament amb Steve Wozniak, en fabricar plegats el primitiu però trenca-motlles Apple I al garatge de casa seva. Molt ràpidament i afavorit per l'èxit del seu Apple II, Jobs va obtenir una gran rellevància pública, i fou portada de Time Magazine el 1981. A principis de 1984 la seva companyia llançava el Macintosh 128K, que va ser el primer ordinador personal que es va comercialitzar amb èxit, i que usava una interfície gràfica d'usuari (GUI) i un ratolí en comptes de la línia d'ordres.
Arran de dissensions amb la cúpula directiva de l'empresa que ell mateix havia fundat, Jobs va ser acomiadat d'Apple Computer el 1985. Amb tot tornà el 1997 a la companyia, on va ocupar el càrrec de director executiu fins al 24 d'agost de 2011.
Durant els anys noranta va transformar una empresa subsidiària adquirida a Lucasfilm en Pixar, companyia que va revolucionar la indústria d'animació amb el llançament de Toy Story. La integració d'aquesta companyia a Disney va fer de Jobs el major accionista individual de Disney.
L'any de la seva mort, ocorreguda el 5 d'octubre de 2011 arran de problemes mèdics que havien començat el 2004, la seva fortuna es valorava en 8.300 milions de dòlars i ocupava el lloc 110 en la llista de grans fortunes de la revista Forbes.

## Biografia

### Primers anys
Steve Jobs va néixer a San Francisco (Califòrnia) l'any 1955, fruit de la relació entre Joanne Carole Schieble i Abdulfattah Jandali (d'origen sirià), dos joves estudiants universitaris que el lliuraren en adopció a una parella de classe mitjana, Paul i Clara Jobs (Hagopian) d'origen armeni. Els seus pares biològics es van casar després i tingueren una altra filla, la novel·lista Mona Simpson, a qui Steve no va arribar a conèixer fins a l'edat adulta.
A la nova família Steve va créixer amb la seva altra germana, Patty. El seu pare, Paul Jobs, era maquinista per a la companyia estatal de transport ferroviari i la seva mare mestressa de casa.
El 1961 la família es va traslladar a Mountain View, una ciutat al sud de Palo Alto que començava a esdevenir un centre important de la indústria de l'electrònica. Allà va assistir a l'escola Cupertino Middle School  i l'institut Homestead HS. A Jobs li interessaven l'electrònica i els gadgets, raó que el va portar a unir-se a un club anomenat "Hewlett-Packard Explorer Club ", on enginyers de Hewlett-Packard  mostraven als joves els seus nous productes. Allà va ser on Steve va veure per primer cop un ordinador, quan tenia 12 anys, i es va meravellar tant que va entendre immediatament que ell volia treballar amb ordinadors.
Ja a l'institut assistia a xerrades de  Hewlett-Packard. En una ocasió, Steve va preguntar a l'aleshores president de la companyia, William Hewlett, sobre algunes parts que necessitava per completar un projecte de classe. William va quedar tan impressionat que els va proporcionar i alhora va oferir a Jobs l'oportunitat de realitzar pràctiques d'estiu a la seva companyia. En aquest període va coincidir amb Steve Wozniak a qui va conèixer per un amic mutu, Bill Fernandez.
El 1972 va entrar a la universitat Reed College de Portland (Oregon), però només hi va romandre 6 mesos i abandonà la carrera, a causa del cost elevat dels seus estudis. En lloc de tornar a casa, continuà assistint a classes com oient uns 18 mesos més. Curiosament els seus estudis en tipografia li serien d'utilitat quan dissenyés la interfície del primer Mac.
Després de dos anys fora de casa, a la tardor de 1974 va tornar a Califòrnia amb l'objectiu de realitzar un recés espiritual a l'Índia. Va aconseguir un treball com a tècnic a Atari Inc., un fabricant de videojocs. De la mà de Steve Wozniak va començar a assistir a les reunions del Homebrew Computer Club, on Wozniak li va explicar que està intentant construir un petit ordinador casolà. Jobs es mostra especialment fascinat amb les possibilitats mercantils de la idea de Wozniak i el convenç per fabricar-ne i vendre'n un.
Després del viatge a l'Índia, en companyia d'un antic company de l'institut (i més tard primer empleat d'Apple) Daniel Kottke, torna al seu anterior lloc de treball a Atari, on va col·laborar en la creació del joc Breakout.

### Inicis d'Apple Computer

El logo d'Apple que va crear Rob Janoff i que es va fer servir entre 1976 i 1998.

A causa d'exigències de contracte, Wozniak va haver de donar a conèixer la seva intenció de construir un ordinador personal a l'empresa per a la qual treballava, Hewlett-Packard, que va rebutjar la idea per considerar-la ridícula. Va ser així com el 1976 va néixer Apple Computer Company .
Després de la creació del primer ordinador personal, batejat com a Apple I, Jobs es va dedicar a la seva promoció entre altres afeccionats a la informàtica, botigues i fires d'electrònica digital i n'arribà a vendre unes 200 unitats. A partir de llavors el creixement d'Apple va ser espectacular. En 10 anys Apple va esdevenir una empresa amb 4.000 empleats i Jobs, amb 27 anys, era el milionari més jove de l'any 1982.
A principis de 1983 va veure la llum Lisa, un ordinador dissenyat especialment per a gent amb poca experiència en informàtica. El seu preu, més car que el de la majoria d'ordinadors personals de la competència, no va facilitar que el nou producte fos precisament un èxit de vendes, i Apple va perdre aproximadament la meitat de la seva quota de mercat en favor d'IBM.
En un intent per mantenir la competitivitat de la companyia, Jobs convenç John Sculley, llavors director executiu de Pepsi-Cola, per prendre les regnes comercials d'Apple amb un esperit empresarial.
En la conferència anual d'Apple del 24 de gener de 1984, Jobs presenta davant d'una gran expectació el primer ordinador comercial amb interfície gràfica d'usuari, l'Apple Macintosh. Macintosh no va aconseguir, però, les expectatives comercials esperades.
Cap a la fi de 1984 les diferències entre Sculley i Jobs s'anaven fent cada vegada més insalvables, fins al punt de deteriorar la relació. Al maig de 1985, en una profunda reestructuració interna que es va saldar amb l'acomiadament de 1.200 empleats, Sculley va relegar Jobs de les seves funcions com a líder de la divisió de Macintosh. Després d'uns mesos de resignació, el 17 de setembre de 1985, Steve Jobs va abandonar la companyia que ell mateix havia fundat.

### Fundació de Pixar
Després d'abandonar Apple, el 1986 Steve Jobs va decidir comprar per deu milions de dòlars l'empresa The Graphics Group, una subsidiària de Lucasfilm especialitzada en la producció de gràfics per ordinador, que reanomenaria com a Pixar.
Gràcies al lideratge de Jobs la nova companyia va assolir diversos acords per a produir pel·lícules animades per Walt Disney. Així va nàixer Toy Story, el primer llargmetratge generat completament per ordinador, que es va estrenar als cinemes el 1995. Toy Story, fet a partir del programari propi de renderització RenderMan, va ser el major èxit de taquilla de 1995 i el primer film del binomi Walt Disney-Pixar que rebé un premi Oscar. A aquesta pel·lícula la varen seguir Bestioles (1998), Monsters, Inc. (2001), Buscant en Nemo (2003), Cars (2006), WALL-E (2008) i Up (2009), entre d'altres, totes elles amb gran èxit de crítica i públic.
El 24 de gener de 2006, després de diversos desacords entre les dues companyies, Walt Disney anuncià la compra de totes les accions de Pixar per 7.400 milions de dòlars. Jobs va esdevenir d'aquesta manera el major accionista individual de Disney, amb una participació del 7%.

### Creació de NeXT Computer

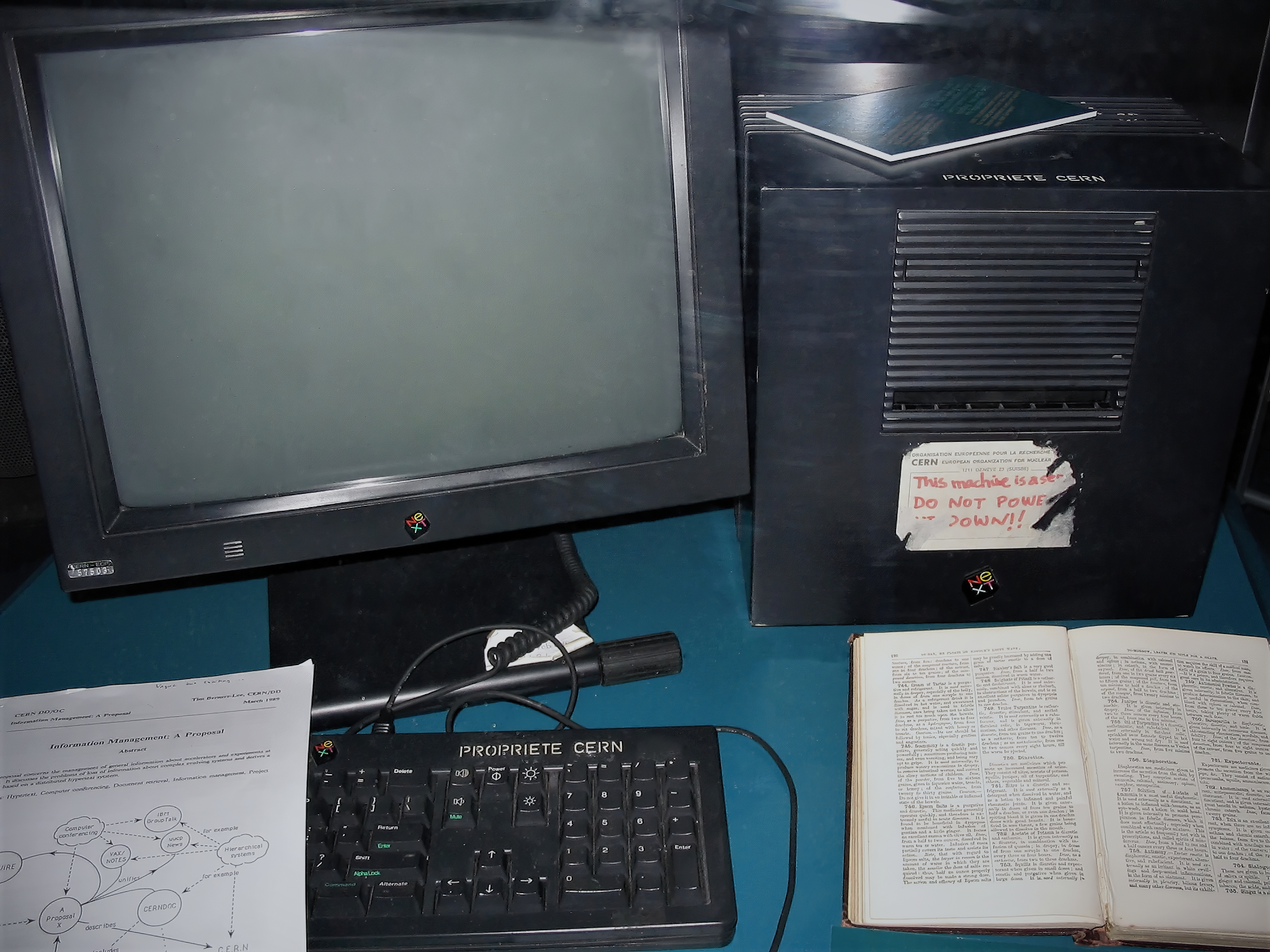
El NeXT usat per Tim Berners-Lee en el CERN, que es va convertir en el primer servidor de World Wide Web.

Després de deixar Apple, amb 30 anys, decideix continuar la seva carrera empresarial en el mateix sector i funda NeXT Computer Inc, amb una inversió de 7 milions de dòlars. Va reunir per al nou projecte set dels seus antics empleats a Apple: Bud Tribble, George Crow, Rich Page, Susan Barnes, Susan Kare i Dan'l Lewin. Al pla de negoci es va establir que, igual que es feia a Apple, la companyia vengués al client no només el maquinari, sinó també el sistema operatiu i part del programari d'usuari.
La primera estació de treball de NeXT va ser presentada el 12 d'octubre de 1988. Rebria oficialment el nom de NeXT Computer, si bé va ser àmpliament coneguda com a «The Cube» per la seva distintiva caixa de magnesi en forma de cub. El sistema operatiu seria batejat com NeXTSTEP.
Les vendes dels ordinadors de NeXT van ser relativament modestes, amb un total estimat de 50.000 unitats en els deu anys que va estar operativa la divisió de maquinari. El seu innovador sistema operatiu orientat a objectes i entorn de desenvolupament van ser, en canvi, molt influents. Com a conseqüència, Steve centraria el 1993 l'estratègia de la companyia en la producció de programari, canviant el nom de l'empresa pel de Next Software Inc. Una de les decisions que més van cridar l'atenció mediàtica va ser la venda de NeXT per a altres plataformes, com Intel 486 i SPARC.
Apple Computer va anunciar el 20 de desembre de 1996 l'adquisició de NeXT Software per 400 milions de dòlars per tal d'actualitzar el vetust sistema operatiu dels Macintosh, després del fracàs de la companyia amb Copland , un projecte que mai no va arribar a acabar-se. Així, Steve Jobs va tornar a formar part de la companyia Apple.

### El retorn a Apple

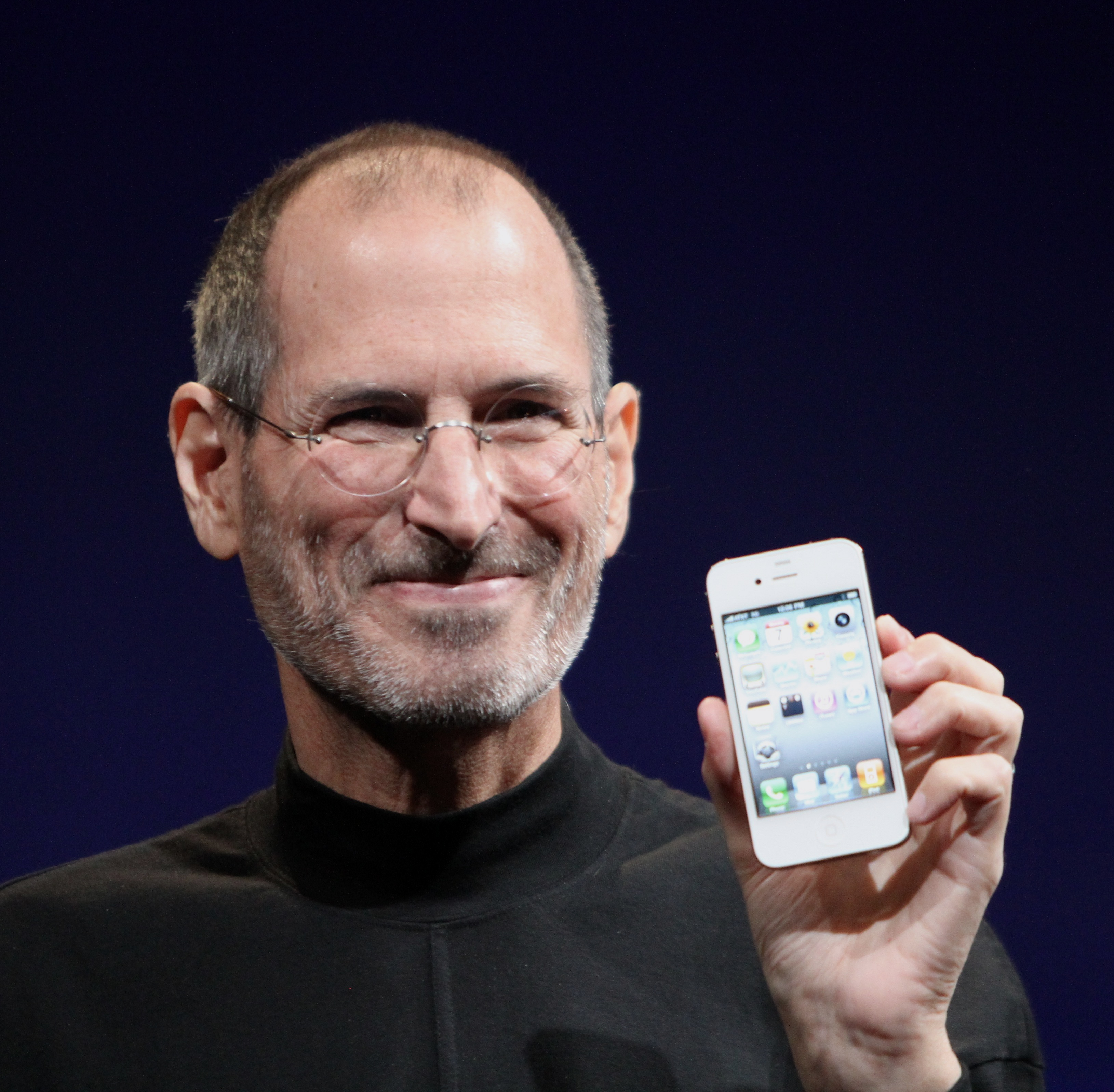
Steve Jobs ensenyant un iPhone 4 a la Conferència Mundial dels Desenvolupadors el 2010

La tornada de Steve Jobs a l'empresa Apple es va produir quan l'empresa es trobava en franc declivi. Jobs estava decidit a recuperar el control i ben aviat es va guanyar la confiança de la direcció de la companyia en detriment del llavors director executiu, Gil Amelio. Va aconseguir que el nomenessin director interí el 16 de setembre de 1997.
Es va cancel·lar el programa de llicències de Mac OS a altres fabricants de maquinari (com PowerComputing, que seria finalment adquirida per Apple) i es va cancel·lar l'Apple Newton, un gadget pioner de característiques similars a una agenda informàtica o PDA. Aquestes mesures van permetre a la companyia centrar els seus esforços a millorar els seus productes i provar noves línies de negoci, com van ser els reproductors d'àudio iPod i la botiga digital de música iTunes Store que els donava sentit, o els nous iMac, que van resultar ser un gran èxit.
El 2006 va signar un contracte amb Intel per utilitzar processadors de l'arquitectura x86 en tots els seus ordinadors de sobretaula i portàtils.
Per la visió de Jobs, el 2007 Apple va entrar al món de la telefonia mòbil amb l'iPhone, que des de llavors ha estat el referent global. A la primeria del 2010 anuncia l'iPad, una tauleta amb totes les funcions d'un iPhone i un iPod Touch però amb més funcionalitats com ara e-Books i amb una edició de l'iWork totalment renovada per aquest producte.
El desembre de 2009 Steve Jobs va ser elegit director executiu de l'any per la revista Harvard Business Review per «incrementar en 150.000 milions el valor en borsa d'Apple en els últims 12 anys».

### Renúncia
El 24 d'agost 2011 va presentar la seva renúncia com a executiu en cap d'Apple, sent substituït per Timothy D. Cook. A partir d'aquesta data, fins a la seva mort, va ser el President de la Junta Directiva d'Apple.
Només hores després de l'anunci de la seva retirada, les accions d'Apple Inc (AAPL) van reduir el seu valor un 5%. Forbes va avançar que la renúncia afectaria negativament Apple i altres empreses, incloent-hi Walt Disney Company on Jobs era co-director. Les accions de Walt Disney Co (DIS) es van reduir un 1,5% al llarg del 24 d'agost de 2011.

## Vida personal
El 1991 es casà amb Laurene Powell, qui va conèixer en una classe a Universitat Stanford. Van viure a Palo Alto, Califòrnia amb els seus tres fills. Steve va tenir a més una altra filla anomenada Lisa, fruit d'una relació de joventut amb Chrisann Brennan. Va patir diversos problemes greus de salut. El 2004 se li va diagnosticar un càncer de pàncrees, malaltia que va superar amb èxit després d'un tractament en una coneguda clínica oncològica californiana. A principi de 2009 va anunciar que patia un desequilibri hormonal i que havia d'allunyar-se de la companyia. Va delegar la major part de les seves responsabilitats a Timothy D. Cook, que era aleshores cap de comunicació. L'abril de 2009 es va sotmetre a un trasplantament de fetge i al setembre del mateix any, va tornar a la feina.
El 17 de gener de 2011, Jobs va deixar novament Apple per problemes mèdics, a poc més d'un mes de la presentació de l'iPad 2. Mentrestant, la companyia va quedar a càrrec de Tim Cook. Jobs va presentar públicament l'iPad 2 el dimecres 2 de març. No obstant això, va declarar que des de la seva residència seguiria ocupant-se de les decisions més rellevants de la companyia.

## Mort

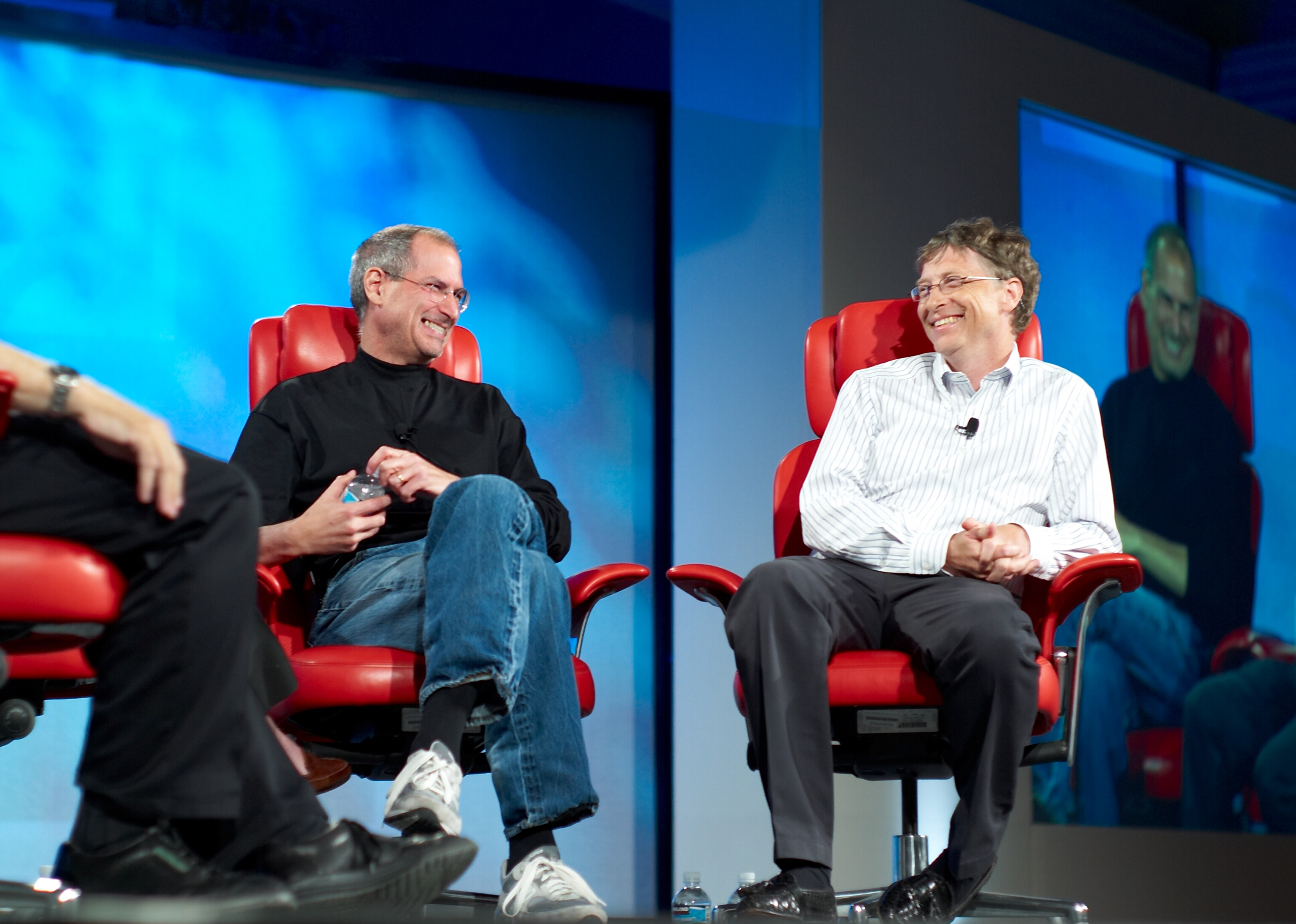
Steve Jobs i Bill Gates a la cinquena conferència D5 "All things digital" el 2007

Steve Jobs va morir de càncer el 5 d'octubre de 2011 als 56 anys. La notícia va ser publicada i confirmada a la pàgina web oficial d'Apple i va desencadenar un reconeixement unànime de la indústria, des de competidors com Bill Gates («el món rarament veu algú que ha tingut el profund impacte que Steve ha causat, els efectes d'això seran percebuts per moltes generacions en el futur») i la firma Samsung, fins a importants empresaris de Silicon Valley com Mark Zuckerberg, qui el va qualificar de «mentor i amic».

## Reconeixements
- 1985: Medalla Nacional de Tecnologia pel president nord-americà Ronald Reagan.[18]
- 2004: Premi al Visionari en els Premis Billboard d'Entreteniment Digital.[18]
- 2007: nomenat la persona més poderosa del món dels negocis per la revista  Fortune .[30]
- 2007: el governador de Califòrnia Arnold Schwarzenegger l'inclou en el Saló de la Fama de Califòrnia, situat al Museu de Califòrnia d'Història, la Dona i les Arts.[31]
- 2009: és elegit empresari de la dècada per la revista Fortune.[32]